# TYC 1995-1627-1
TYC 1995-1627-1 —  одиночная звезда в созвездии Волос Вероники на расстоянии приблизительно 643 световых лет (около 197 парсек) от Солнца. Видимая звёздная величина звезды — +11,85m.
Вокруг звезды обращается, как минимум, одна планета.

## Характеристики
TYC 1995-1627-1 — жёлтая звезда спектрального класса G8IV:, или G8V. Радиус — около 0,96 солнечного, светимость — около 0,698 солнечной. Эффективная температура — около 5381 K.

## Планетная система
В 2021 году группой астрономов было объявлено об открытии планеты 2M 1252+2735 b.